# Kragerø Station
Kragerø Station (Kragerø stasjon) var en jernbanestation i Kragerø i Norge, der var endestation for Kragerøbanen fra Neslandsvatn.
Stationen åbnede 2. december 1927, da Sørlandsbanen blev forlænget fra Lunde til Neslandsvatn og videre derfra til Kragerø. I 1935 åbnedes næste etape af Sørlandsbanen fra Neslandsvatn til Nelaug, hvilket betød at strækningen mellem Neslandsvatn og Kragerø blev til sidebanen Kragerøbanen. Persontrafikken på banen ophørte ved udgangen af 1988, efter at Stortinget havde besluttet at nedlægge den. Sporene til Kragerø er efterfølgende blevet fjernet. Den tidligere station fungerer nu som busterminal og turistinformation.